# Laïcisme

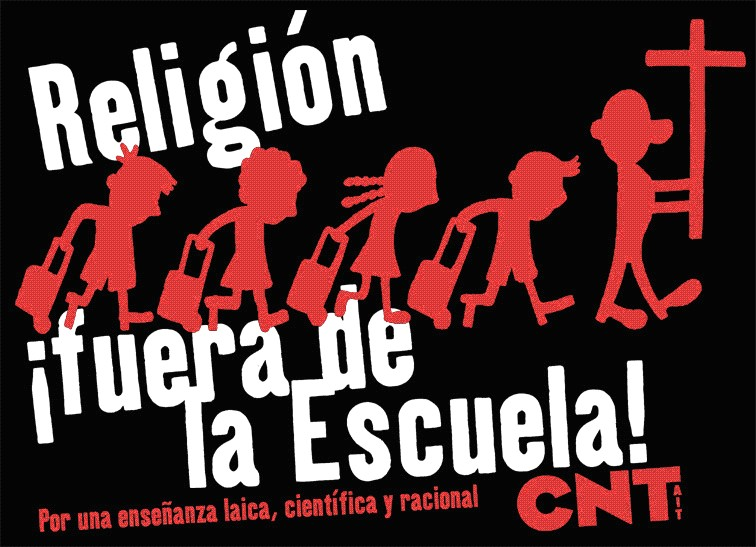
Affiche de l'organisation anarcho-syndicaliste espagnole CNT : « la religion hors de l'école ! »

Le laïcisme est une idéologie politique. Au XIXe siècle, il s'agit d'une doctrine qui prône l'exclusion de la religion de toutes les institutions publiques. Elle revendique alors le droit pour les laïques de gouverner l'Église.
Bien qu'il s'en rapproche beaucoup, le laïcisme n'est pas l'anticléricalisme. Ce dernier consiste à estimer que le clergé est trop puissant, voire nuisible, et doit être jugulé. Le laïcisme lui, concerne les marques de l'influence religieuse indépendamment des clergés et des Églises.

## Critique du laïcisme historique
Le sociologue et prêtre diocésain Laurent Laot, partisan de la laïcité, s'en prend cependant à cette doctrine. Selon lui, le laïcisme comporte « une visée explicite de lutte antireligieuse. Il entend travailler au dépérissement de toute Église et à l’extinction sociale des confessions religieuses, à partir du postulat qu’elles sont obscurantistes et aliénantes. »